# Alstom
Alstom (dříve GEC-Alsthom) je francouzská nadnárodní společnost působící po celém světě především na trhu železniční dopravy, v oblasti výroby železničních a městských kolejových vozidel, výroby a instalace zabezpečovacího zařízení a dopravních systémů řízení dopravy. Do roku 2015 se zabývala i výrobou energetických zařízení, kterou prodala firmě General Electric. Známá je především výrobou rychlovlaků AGV, TGV či Eurostar a naklápěcích jednotek Pendolino či tramvají Citadis.

## O společnosti
Firma byla založena v roce 1928.
Koncem roku 2017 společnost Alstom oznámila navrhovanou fúzi s německou společností Siemens Mobility pro ochranu před vstupem konkurenčně levnějšího čínského výrobce železničních vozidel CRRC, avšak v únoru 2019 Evropská komise fúzi zakázala.
Následně v únoru 2020 podepsala společnost dohodu o koupi společnosti Bombardier Transportation. Podmínky stanovené EK pro omezení přílišné dominance v určitých segmentech firma splní v průběhu roku 2022 odprodejem výrobního závodu ve francouzském Reichshoffenu, tamní výroby jednotek Coradia Polyvalent a také všech práv k výrobě jednotek Talent 3 španělské firmě CAF.

## Struktura společnosti
Do listopadu 2015 působila společnost Alstom ve třech hlavních oblastech podnikání: výroba energie, železniční doprava a přenos. Po prodeji podniku v oblasti přenosu energie a přenosu společnosti General Electric se zbytek podnikání zcela soustředil na železniční dopravu.

## Doprava
Alstom Transport vyvíjí a prodává kompletní řadu systémů, vybavení a služeb v železničním průmyslu.Od roku 2013 má divize roční obrat 5,5 miliardy EUR.
Je to jeden z největších světových výrobců vysokorychlostních vlaků, tramvají a souprav metra, elektrických a dieselových vlaků, informačních systémů, trakčních systémů a napájení systémy. Společnost rovněž působí na trhu železniční infrastruktury, navrhuje, vyrábí a instaluje infrastrukturu a zabezpečovací zařízení pro železniční síť. Patří mezi ně informační řešení, elektrifikace, komunikační a sdělovací systémy, pokládání kolejí, zabezpečovací zařízení stanic. Společnost také poskytuje služby údržby, přestavby a renovace infrastruktury a vozidel.
Po akvizici společnosti Fiat Ferroviaria vyrábí Alstom od roku 2002 naklápěcí jednotky Pendolino .
Společnost také vyrábí tramvaje Citadis, od roku 2007 je v provozu více než 1100 tramvají Citadis ve 28 měst, včetně Dublinu, Alžíru, Barcelony, Melbourne, Rotterdamu a Paříže.

### Kolejová vozidla
- AGV (vysokorychlostní vlak s "rozloženým" pohonem)
- osobní vozy pro Amtrak California
- Coradia a Adelante
- Juniper
- British Rail Mark 4
- Citadis
- Metropolis
- EL 8000 Korail
- KTX Korail (vysokorychlostní vlaky)
- Pendolino (převzetím italské firmy Fiat Ferroviaria)
- Prima
- TGV (vysokorychlostní vlaky)
- Různé soupravy metra
- X'Trapolis
- X60 Train
- Čtvrtá generace vlaků S-train
- NS Class 1600/1800
- NS Class 1700

## Odběratelé kolejových vozidel
- Angel Trains
- Amtrak
- Amtrak California
- České dráhy
- Chicago Transit Authority
- China Ministry of Railways
- Connex Melbourne
- CP
- CPTM
- E.On
- FGC
- HSBC Rail
- Indian Railways
- KCRC
- London Underground
- Luas
- Metro de Barcelona
- Metrovías S.A.
- Metro Warszawskie
- MARTA
- MTA New York
- MTR
- New Jersey Transit
- New York City Transit
- NS
- Porterbrook
- RATP
- RegioJet Pool
- SBS Transit
- San Francisco Bay Area Rapid Transit
- Sao Paulo Metro
- SEPTA
- SNCB/NMBS
- SNCF
- SMRT Corporation
- Sri Lanka Government Railway
- SJ
- Storstockholms Lokaltrafik
- Swift Rail Ltd
- STM
- Taipei Metro
- Vattenfall
- VIA Rail
- WMATA
- Santo Domingo Metro